# Hangflächen südöstlich Heidesheim
Koordinaten: 49° 59′ 22″ N, 8° 7′ 24″ O
Das Naturschutzgebiet Hangflächen südöstlich Heidesheim liegt auf dem Gebiet des Landkreises Mainz-Bingen in Rheinland-Pfalz.
Das 151,61 ha große Naturschutzgebiet, das mit Verordnung vom 15. Februar 2002 unter Naturschutz gestellt wurde, erstreckt sich zwischen den Ingelheimer Stadtteilen Heidesheim am Rhein im Norden und Wackernheim im Süden. Unweit nördlich verläuft die A 60 und südlich die Landesstraße L 419.
Es handelt sich um einen reich strukturierten Kulturlandschaftsbereich u. a. mit offenen Sandflächen, Sandkiefernheiden, Trockenwald, obstbaulich genutzten Flächen, Streuobstwiesen, naturnahen Quell- und Gewässerbereichen, Hohlwegen und Hecken.